# Xylopassaloides schusteri
Xylopassaloides schusteri es una especie de coleóptero de la familia Passalidae.

## Distribución geográfica
Habita en Guatemala.